# عمر حميدي
عمر حميدي مواليد 1 مايو 1986 في حلب، هو لاعب كرة قدم سوري يلعب مع نادي الجيش كمدافع.

## المسيرة الاحترافية

### أندية لعب لها
- نادي الاتحاد (سوريا)
- نادي الجيش (سوريا)

## روابط خارجية
- عمر حميدي على موقع الاتحاد الدولي (مؤرشف)  (الإنجليزية)
- عمر حميدي على موقع قاعدة بيانات كرة القدم.إي يو (الإنجليزية)
- عمر حميدي على موقع ناشيونال فوتبول تيمز (الإنجليزية)
- عمر حميدي على موقع عالم كرة القدم.نت (الإنجليزية)